# Jean Baptiste Filose
Jean Baptiste Filose fou un militar francès al servei de Daulat Rao Sindhia, governant maratha de Gwalior.
Entre els seus fets a destacar:
- 1808 Daulat Rao Sindhia concedeix Sheopur en jagir al general Filose; aquest va intentar ocupar el jagir i va assaltar el fort però fou rebutjat; finalment després de mesos de setge els gaurs que la governaven es van haver de retirar per manca de subministraments (1809). En endavant Filose hi va tenir residència.
- 1811 Captura Chanderi als bundeles
- 1812 Estableix el seu quarter militar a Lalitpur
- 1814 Batalla de Sehore entre Jaswant I Rao Holkar i Jean Baptiste Filose, que va salvar a Bhopal (ciutat) de ser conquerida.
- 1814 Filose i la seva família foren capturats per Jai Singh Kichi de Raghugarh, el territori del qual Filose havia ajudat a assolar.
- 1816 El 1780 Madhav Rao I Scindia va enverinar a Raja Balwant Singh de Raghugarh i això va provocar un conflicte armat que va continuar fins al 1818-1819, i en aquestos anys un thakur kichi de nom Sher Singh, al servei de Sindhia, va devastar sistemàticament el principat de Raghugarh amb ajut del general Filose. El 1816 Gwalior ocupa Bahadurgarh (després Isagarh a Gwalior) però el principat fou retornat; no obstant Jean Baptiste Filose, va donar el tron d'una part a Beri Sal Khichi, de la branca Lalawat de la família, amb seu a Maksudangarh, el 1816; els descendents foren thakurs de Maksudangarh fins després de la independència índia.
- 1817-1818 comandant en cap de l'exèrcit de Gwalior contra els britànics a la tercera Guerra Maratha. Conquesta de Garha Kota
- 1818 Cau en desgràcia i és empresonat a Gwalior (ciutat)
- 1820 És alliberat i s'estableix a Sheopur
- 1841 Vivia a Agra
- 1846 Apareix fent donacions a una església catòlica

## referència
- Hunter, Sir William Wilson. The Imperial Gazetteer of India (en anglès).  Londres: Trübner & co., 1885.
- Wilson Hunter, Sir William; Sutherland Cotton, James; Sir Richard Burn, Sir William Stevenson Meyer. Great Britain India Office. The Imperial Gazetteer of India (en anglès).  Oxford: Clarendon Press, 1908., diversos articles que l'esmenten